# Новожизненское сельское поселение (Воронежская область)
Новожизненское сельское поселение — муниципальное образование Аннинского района Воронежской области России.
Административный центр — село Новая Жизнь.

## Население
| 2000 | 2005  | 2010  | 2012  | 2013  | 2014 | 2015 | 2016 | 2017 |
| ---- | ----- | ----- | ----- | ----- | ---- | ---- | ---- | ---- |
| 1829 | ↘1590 | ↘1149 | ↘1060 | ↘1028 | ↘981 | ↘939 | ↘855 | ↘822 |
| 2018 | 2019  | 2020  | 2021  |       |      |      |      |      |
| ↘787 | ↘755  | ↘722  | ↘645  |       |      |      |      |      |

## Административное деление
Состав поселения:
- посёлок Новая Жизнь,
- посёлок Александровка,
- посёлок Гусевка 2-я,
- посёлок Дубровка,
- посёлок Николаевка,
- посёлок Новоникольский,
- посёлок Петровка,
- посёлок Сергеевка.